# كازيميرز شمبلينسكي
كازيميرز شمبلينسكي (7 يناير 1899 – 12 فبراير 1971) هو مبارز بالسيف بولندي راحل، مثّل بلاده في الألعاب الأولمبية الصيفية 1936.

## روابط رياضية
- كازيميرز شمبلينسكي على موقع أوليمبيديا (الإنجليزية)